# Lepidozia cherydrion
Lepidozia cherydrion là một loài Rêu trong họ Lepidoziaceae. Loài này được Hürl. mô tả khoa học đầu tiên năm 1985.